# Пелион-Уэст
Гора Пелион-Уэст (англ. Mount Pelion West — Западный Пелион) расположена в национальном парке Крейдл-Маунтин — Лейк-Сент-Клэр, находящегося на территории острова (и одноимённого штата) Тасмания, входящего в состав Австралии. Этот парк является частью территории, называемой «Дикая природа Тасмании» (англ. Tasmanian Wilderness), являющейся объектом Всемирного наследия ЮНЕСКО. Как и многие другие горы региона, гора Пелион-Уэст сложена из долерита. Гора была названа в честь греческой горы Пелион.

## География
Высота горы Пелион-Уэст — 1560 м над уровнем моря. Она является третьей по высоте горой Тасмании, вслед за горами Осса (Mount Ossa, 1614 м) и Легс-Тор (Legges Tor, 1572 м). Гора Пелион-Уэст всего лишь немного выше четвёртой и пятой по высоте гор Тасмании, Барн-Блафф (Barn Bluff, 1559 м) и Крейдл (Cradle Mountain, 1545 м), которые находятся недалеко от неё.

## Туристские маршруты

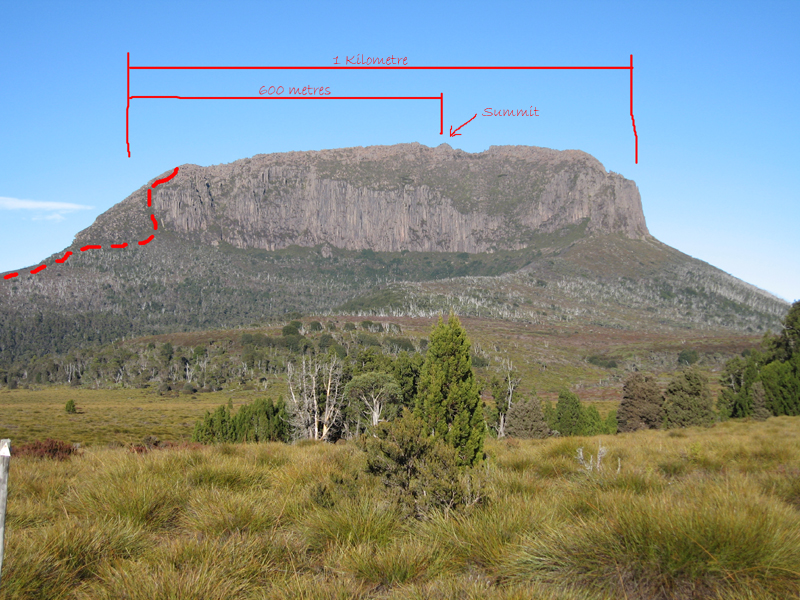
Схематическое изображение маршрута восхождения с указанием расстояния до вершины

Недалеко от горы Пелион-Уэст проходит один из самых популярных в Австралии пеших туристских маршрутов — многодневный маршрут Overland Track длиной около 70 км, южное окончание которого находится у озера Сент-Клэр, а северное — у горы Крейдл.
Гора Пелион-Уэст хорошо видна с основной тропы Overland Track. Боковая тропа к вершине горы (Pelion West Track) ответвляется от основного маршрута примерно в 250 м к востоку от пересечения ручья Пелион (Pelion Creek), но указателя нет. Длина тропы — 2,5 км. Это восхождение требует достаточной физической и технической подготовки и занимает 5,5—7,5 часов (от ручья Пелион). Наибольшую сложность представляет 500-метровый траверс гигантских долеритовых камней перед выходом на вершину, напоминающую наклонённый обелиск.
Из ранних восхождений на вершину Пелион-Уэст известно восхождение, которое совершил 30 января 1946 года Кит Эрнест Ланкастер (Keith Ernest Lancaster, 1910—2003).

## Соседние горы
- Осса
- Барн-Блафф
- Крейдл
- Пелион-Ист

## Фотогалерея

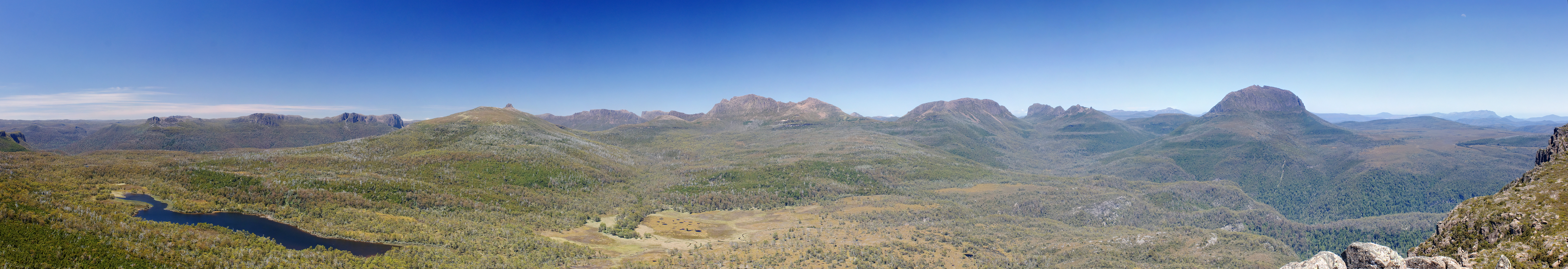
Вершины горной цепи Пелион (Pelion Range). Справа — гора Пелион-Уэст.

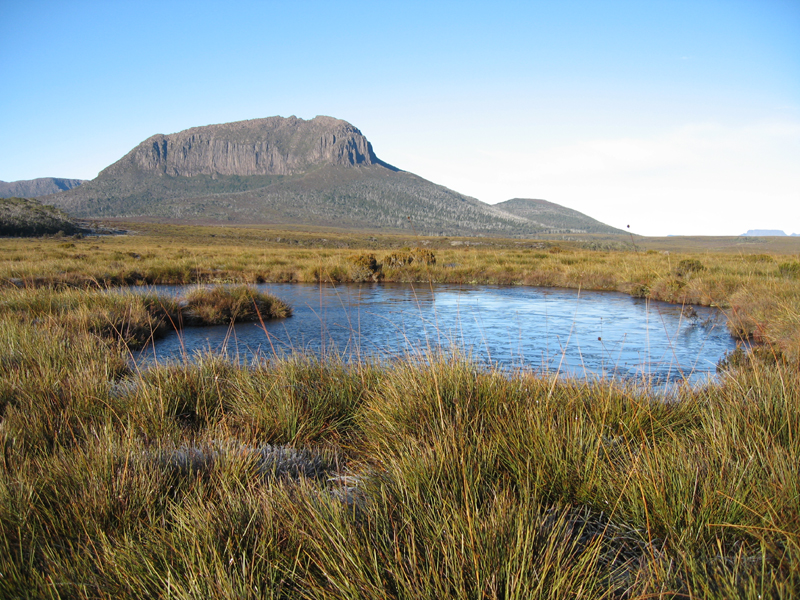
Гора Пелион-Уэст со стороны торфяника Pine Forest Moor
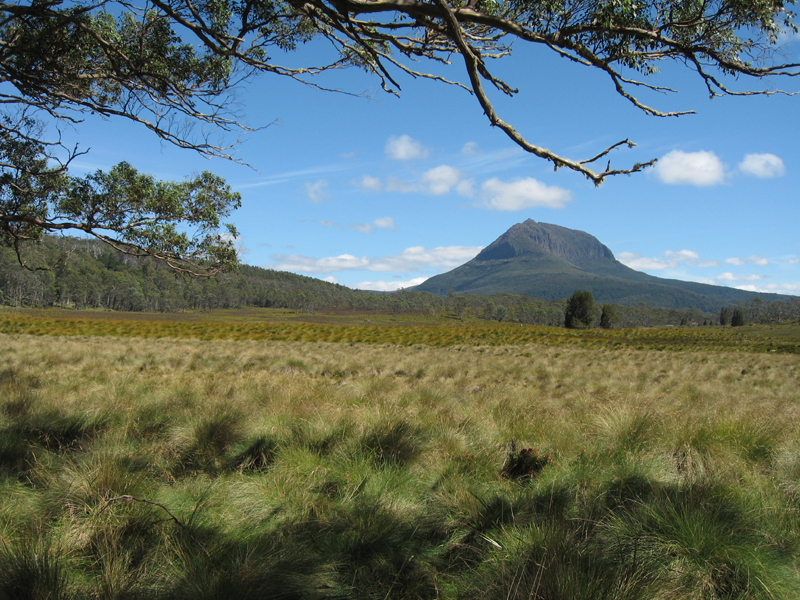
Гора Пелион-Уэст со стороны равнины Пелион (Pelion Plains)
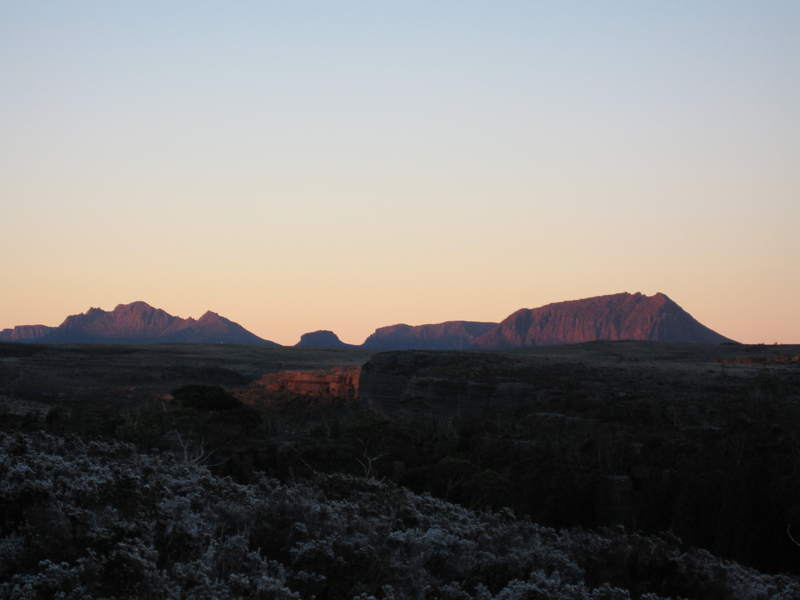
Из Долины Водопадов (Waterfall Valley) — справа налево: Пелион-Уэст, Тетис (Thetis), Пэддис-Нат (Paddys Nut), Осса
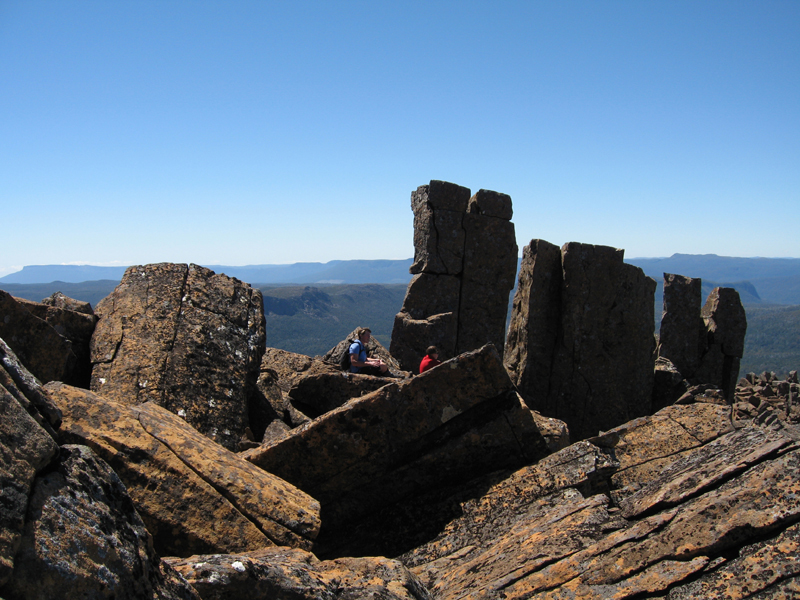
Изрезанная верхняя часть горы Пелион-Уэст
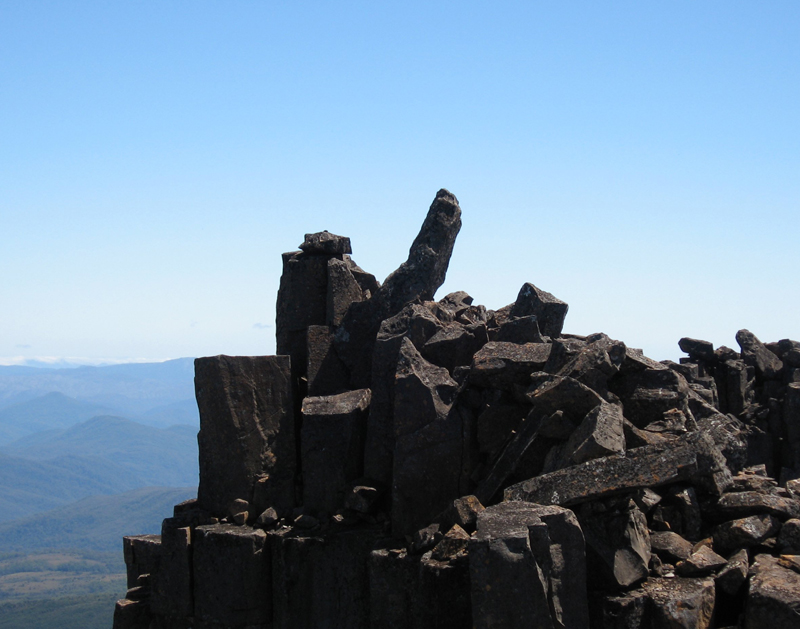
Вершина горы Пелион-Уэст — камень в виде наклонённого обелиска
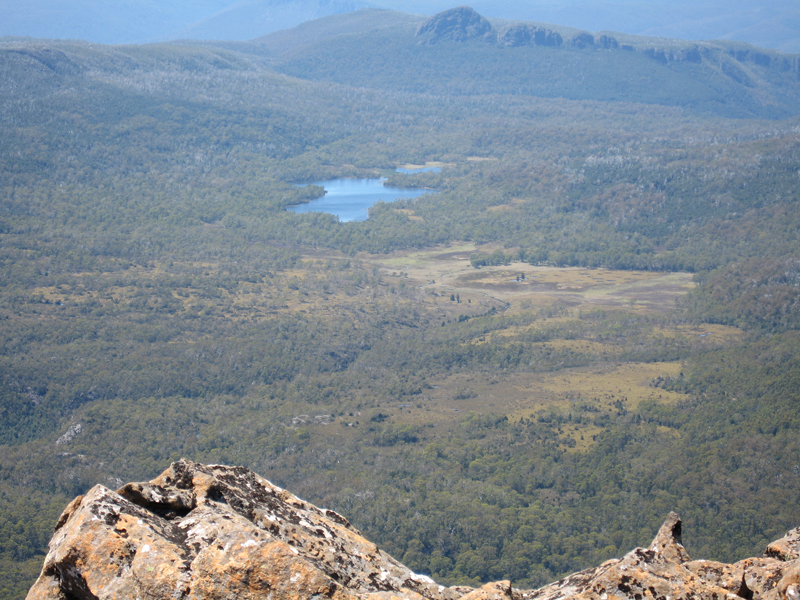
Равнина Пелион (Pelion Plains), озеро Эйр (Lake Ayr) и гора Пиллинджер (Mount Pillinger) — вид с горы Пелион-Уэст
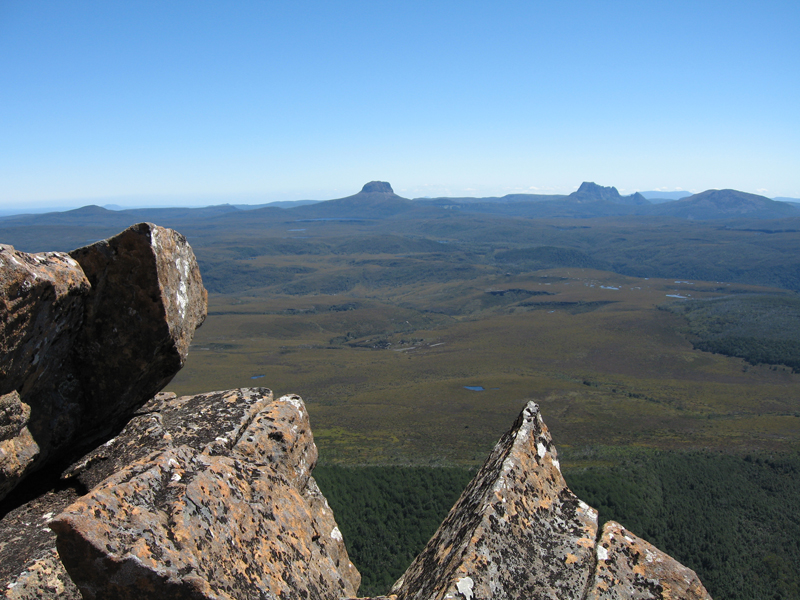
Гора Крейдл (Cradle Mountain) и гора Барн-Блафф (Barn Bluff) — вид с горы Пелион-Уэст
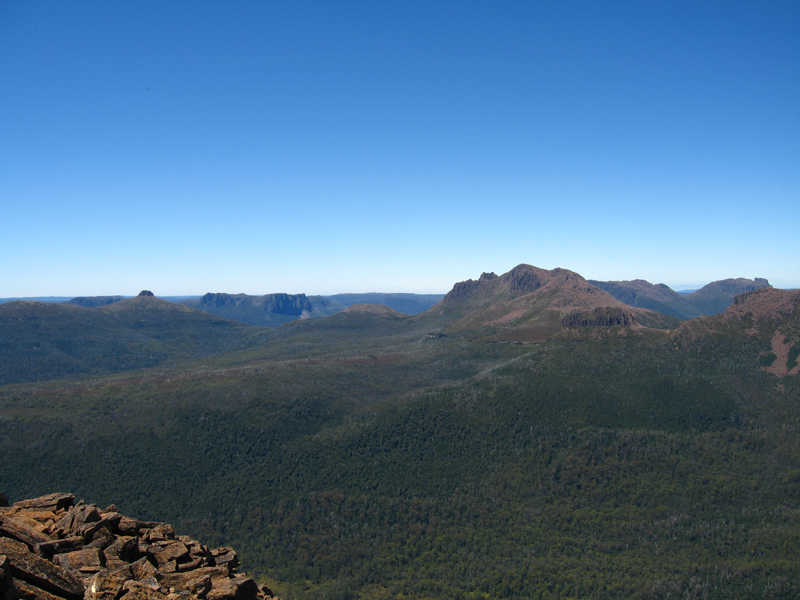
Вид с горы Пелион-Уэст — справа гора Осса (Mount Ossa, самая высокая гора Тасмании), слева шпиль горы Пелион-Ист (Pelion East)
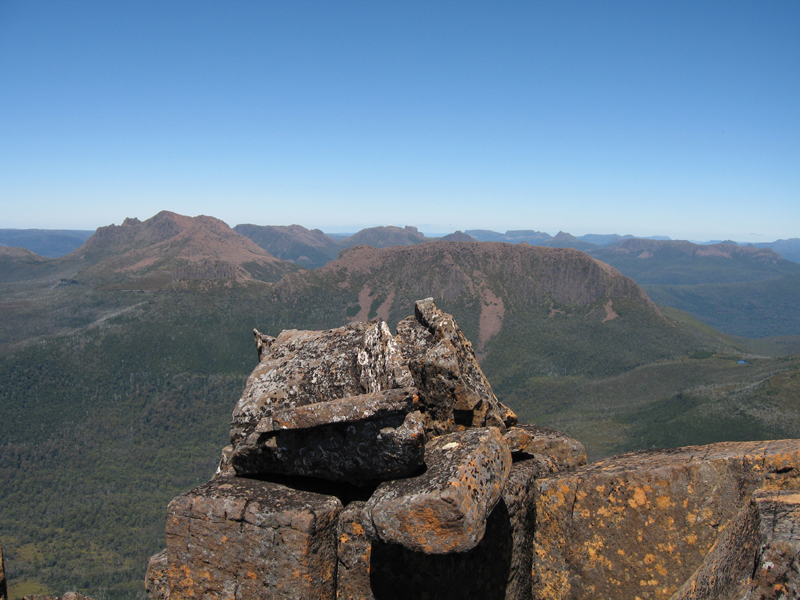
Горы Осса (Mount Ossa), Пэддис-Нат (Paddys Nut), Тетис (Mount Thetis) и другие — вид с горы Пелион-Уэст